# イバン・エルゲラ
イバン・エルゲラ・ブヒア（Iván Helguera Bujía, 1975年3月28日 - ）は、スペイン・カンタブリア州サンタンデール出身の元サッカー選手、サッカー指導者。元スペイン代表。現役時代のポジションはディフェンダー（センターバック）、ミッドフィールダー（センターハーフ）。

## 選手経歴

### クラブ

#### 初期の経歴
カンタブリア州のサンタンデールに生まれ、マンチェゴCFでサッカーを始めた。その後アルバセテ・バロンピエの下部組織に移り、1996-97シーズンはセグンダ・ディビシオン（2部）で14試合に出場した。1997年夏にチームメイトのセサル・ゴメスとともにイタリア・セリエAのASローマに移籍するが、1997-98シーズンは失望しか残せなかった。1998年夏にRCDエスパニョールに移籍すると、1998-99シーズンはリーグ戦37試合に出場して際立ったパフォーマンスを見せた。

#### レアル・マドリード
1999年7月、強豪レアル・マドリードに移籍した。レアル・マドリードではすぐさまレギュラーの座を獲得し、移籍初年度の1999-2000シーズンにはUEFAチャンピオンズリーグ優勝を果たした。決勝はバレンシアCFとの同国対決(3-0)となり、エルゲラはスイーパーとして先発出場している。2000-01シーズンにはリーグ優勝、2001-02シーズンには2度目のUEFAチャンピオンズリーグ優勝、2002-03シーズンには2度目のリーグ優勝と、主要2大会で交互にタイトルを獲得。2002年のUEFAチャンピオンズリーグ決勝ではストッパーとして出場し、バイエル・レバークーゼンに2-1で勝利した。2002年にはインターコンチネンタルカップでも優勝して世界王者にもなっている。センターバックでの起用が多いが、00-01シーズンではフェルナンド・レドンドが退団したことにより、本職のセンターハーフとして起用されていた。ボランチとして完成された選手であったため、DFよりもMFとしてのエルゲラのプレーを高く評価する声も多く上がっている。2003年にDFフェルナンド・イエロが退団すると、守備の要としていっそうの活躍を見せたが、2005-06シーズンと2006-07シーズンはチームにとって不可欠な選手とは言えず、2シーズンでわずか42試合しか出場できず、得点は2006年10月28日のヒムナスティック・タラゴナ戦(3-1)での1点にとどまった。2006年夏には新加入のマアマドゥ・ディアッラに突然背番号6を奪われ、ユースチームで練習させられたため、契約が2009年6月まで残っていたにもかかわらず他クラブへの移籍を予感させた。しかし2006-07シーズンはレギュラーに返り咲いてリーグ優勝に貢献した。2007年夏にはDFクリストフ・メッツェルダーやDFペペが加入し、余剰戦力となったため、レアル・マドリードとの契約を解除した。

#### バレンシアCF
2007年7月20日、バレンシアCFと3年契約を結んだ。契約の際の記者会見では、バレンシアCFへの移籍を長い間待ち望んでいたことや契約を喜ばしく思っていることなどを語っている。2007-08シーズンは重要な役割を担い、コパ・デル・レイ優勝に貢献した。しかし、2008-09シーズン前半戦はほとんど出場機会がなく、2008年12月12日にバレンシアCFとの契約を解除した。FCディナモ・ブカレストやロサンゼルス・ギャラクシーがエルゲラの獲得に興味を持っていることを明らかにしたが、契約は実現せず、2009年後半に現役引退が発表された。

### 代表
1998年11月18日、イタリアとの親善試合(2-2)でスペイン代表デビューした。UEFA欧州選手権2000とUEFA欧州選手権2004の2度のUEFA欧州選手権に出場した他、日本と韓国で共催された2002 FIFAワールドカップにも出場している。この大会で疑惑の判定が相次いだ準々決勝・韓国戦終了後には、判定に不服を唱えて審判に殴りかかった。2004年までに55試合に出場し、4得点を記録した。2006 FIFAワールドカップに出場するメンバーからは外れた。

## 指導者経歴
2020年5月、2020-21シーズンからセグンダ・ディビシオンB（スペイン3部）のラス・ロサスCFの監督に就任すると発表された。だが2020年11月、わずか4試合で解任された。

## 人物
長年交際していた女性と結婚し、2005年11月30日と2008年に息子が生まれた。弟のルイス・エルゲラはミッドフィールダーとしてプレーするサッカー選手で、レアル・サラゴサ、デポルティーボ・アラベス、ヴィチェンツァ・カルチョなどでプレーした。

## 代表歴

### 出場大会
- スペイン代表
  - 2002 FIFAワールドカップ

### 試合数
- 国際Aマッチ 47試合 3得点（1998年-2004年）[8]

| スペイン代表 | 国際Aマッチ | 国際Aマッチ |
| 年           | 出場        | 得点        |
| ------------ | ----------- | ----------- |
| 1998         | 1           | 0           |
| 1999         | 2           | 0           |
| 2000         | 10          | 0           |
| 2001         | 6           | 2           |
| 2002         | 11          | 0           |
| 2003         | 8           | 1           |
| 2004         | 9           | 0           |
| 通算         | 47          | 3           |

## タイトル

### クラブ
レアル・マドリード
- UEFAチャンピオンズリーグ : 1999–2000, 2001–02
- プリメーラ・ディビシオン : 2000–01, 2002–03, 2006–07
- スーペルコパ・デ・エスパーニャ : 2001, 2003
- UEFAスーパーカップ : 2002
- インターコンチネンタルカップ : 2002

バレンシアCF
- コパ・デル・レイ : 2007–08